# Хурии
Хуриите (на арабски: حورية; хурия) са същества в исляма, описани в Корана като „с напъпили гърди девствени връстнички“, „хубавици с големи очи, подобни на скрити бисери“, „с целомъдрен поглед“, „девици“, които живеят в джанна (рая). Самата дума се появява четири пъти в Корана, винаги в множествено число:
- Коран 44:54 „Така! И ще им дадем за съпруги красавици с големи очи.“
- Коран 52:20 „Облегнати на подредени престоли... И ще им дадем за съпруги хубавици с големи очи.“
- Коран 55:72 „хубавици, пазени в шатри“
- Коран 56:22 „И ще имат хубавици с големи очи.“

но са споменавани и в други пасажи с различни термини.

## Описания

### Корански описания
В корана хуриите са описани като „с напъпили гърди девствени връстнички“, „хубавици с големи очи, подобни на скрити бисери“, „с целомъдрен поглед“, „девици“.
Загатнато е в 4:57 (Ан-Ниса), че жените също ще имат чисти съпрузи, тъй като споменава, че тези (мъже или жени), които вярват ще влязат в Градините и ще имат партньори (множествено число).
وَالَّذِيۡنَ اٰمَنُوۡا وَعَمِلُوا الصّٰلِحٰتِ سَنُدۡخِلُهُمۡ جَنّٰتٍ تَجۡرِىۡ مِنۡ تَحۡتِهَا الۡاَنۡهٰرُ خٰلِدِيۡنَ فِيۡهَاۤ اَبَدًا ؕ لَـهُمۡ فِيۡهَاۤ اَزۡوَاجٌ مُّطَهَّرَةٌ وَّنُدۡخِلُهُمۡ ظِلًّا ظَلِيۡلًا (4:57)
А онези, които вярват и вършат праведни дела, ще въведем в Градините, сред които реки текат и там ще пребивават вечно и завинаги. Ще имат там пречисти съпруги. И ще ги настаним под дебела сянка.

### Шиа описания
За шиа учените най-важният факт на описанието на хуриите е, че добрите дела, извършени от вярващите, са възнаградени от хуриите, които са физическата проява на изящни форми, които не ще изчезнат с времето, и които ще служат като верни партньори на мъжете си.

### Сунни описания
Детайли на хуриите, изтъкнати от сунни учени включват, че хуриите не уринират, не дефекират и не менструират. Също така, всички хурии са „прозрачни до мозъка на костите си“, „вечно млади“, „без косми, освен на веждите и главата“, „чисти“ и „красиви“. Ислямски учени като Ибн Маджах и Ал-Суюти ги описват с похотливи и страстни вагини.

## „Напъпилите гърди“ на хуриите
Сура 78, аят 33 от Корана казва, че хуриите ще бъдат с големи гръди. Това обаче не е преведено във всички неарабски версии на Корана.
Някои преводачи като Хилали Кан, Арбери, Палмер, Родуел и Сейл, са превели определителното име като „напъпили“ гърди. В превода на Цв. Теофанов на български и в двете издание е използвано определителното „напъпили“.
Ибн Катир в неговите тафсири пише, че определителното в този аят означава „закръглени гръди“. Той твърди, че „иска да се каже, че гърдите на тези девойки ще са кръгли, а не отпуснати, защото ще са девици на една възраст.“
От друга страна, Абдуллах Юсуф Али превежда въпросното определително на английски език като „voluptuous“ (пищен), което може да се отнася за различни атрибути, не само гърдите.